# Prasinocyma iseres
Prasinocyma iseres là một loài bướm đêm trong họ Geometridae.